# Somatochlora graeseri
Somatochlora graeseri är en trollsländeart. Somatochlora graeseri ingår i släktet glanstrollsländor, och familjen skimmertrollsländor.

## Underarter
Arten delas in i följande underarter:
- S. g. aureola
- S. g. graeseri